# Leonel de Cervantes
Leonel Gómez de Cervantes (c. 1485, Tarancón, Cuenca, Reino de Castilla - 20 de septiembre de 1561, Ciudad de México, Nueva España), fue un noble, conquistador, poblador, minero y encomendero español de la Casa de Cervantes, comendador de la Orden de Santiago y alcalde ordinario de la Ciudad de México.

## Origen
Nació en el seno del linaje nobiliario de los Gómez de Cervantes, según algunos autores en Tarancón, aunque según otros en Extremadura, siendo hijo de Diego de Cervantes y Saavedra, doncel de Juan II de Castilla y caballero de la Orden de Santiago, y de Guiomar Tello. Su tatarabuelo, Rodrigo de Cervantes Bocanegra "el Sordo", fue hermano del cardenal Cervantes mientras que su abuela materna, Juana de Avellaneda, era hija de Juan Arias de Saavedra "el Famoso" alfaqueque mayor de Castilla.A temprana edad fue investido al igual que su padre con el hábito de caballero de la orden de Santiago. Diversos autores lo han vinculado además con el arzobispo Juan Rodríguez de Fonseca, presidente de la Junta de Indias.

## Conquista de México
En algún momento de la década de 1510, partió a la isla de Cuba. Fue capitán de la nave capitana de la flota de los 15 o 16 navíos liderados por Pánfilo de Narváez en su expedición a Nueva España en abril de 1520 siguiendo las órdenes del gobernador general de Cuba, Diego Velázquez de Cuéllar, quién envió a Narváez con instrucciones de capturar a Hernán Cortés. 
Una vez en Veracruz, se unió al bando de Hernán Cortés en la conquista de México. Estuvo presente en los incidentes de la Noche Triste, en la Batalla de Otumba y en la reorganización de fuerzas de Cortés en Tlaxcala. En 1521 tras la Caída de Tenochtitlán, y luego de que Cortés le concedió la licencia de regresar a la península ibérica con el fin de ir a por su familia y volver para poblar las tierras conquistadas, regresó a Cuba y luego a España. 
En 1524 regresó a Nueva España, y se instaló en la Ciudad de México, donde estuvo involucrado en la política novohispana como miembro del Cabildo. Entre 1525 y 1526 fue alcalde ordinario de la Ciudad de México, de quién fue uno de los primeros europeos avecindados. 
En enero de 1528, le fue otorgada la Encomienda de Atlapulco, cerca de Toluca y ubicada en las tierras que desde la perspectiva del Marqués del Valle entraban en su jurisdicción, pero que pudo recibirla debido a la ausencia de Cortés en la Nueva España en 1528. La encomienda de Jalatlaco, por su parte, la heredó su mujer Leonor de Andrada en 1550. Sólo la encomienda de Jalatlaco le proveía unos 12,000 pesos anuales en dinero, mantas, maíz y gallinas; mientras que la de Atlapulco le proveía unos 1,500 pesos anuales. Además, recibió la concesión de una venta en el distrito minero de Sultepec. 
Fue uno de los principales benefactores de la construcción del Monasterio de San Francisco en la Ciudad de México, donde fue sepultado una vez que falleció en septiembre de 1561.

## Matrimonio y descendencia
Contrajo matrimonio antes de 1500 con Leonor de Andrada, hija de Gonzalo de Andrada, alcaide de Burguillos, e Isabel de Lara. Fueron padres de:
1. Isabel de Lara (1500, Burguillos), II encomendera de Xalatlaco. Casó con el capitán Alonso de Aguilar, I encomendero de Olinalá y Papalutla,[12] hijo de Gonzalo Sánchez de Aguilar y Leonor Fernández de Zúñiga.[4]Fueron padres de Baltasar de Aguilar, II encomendero de Olinalá.[12]
2. María de Cervantes (1503, Tenerife). Casó con el capitán Pedro de Ircio y Ribafrecha, conquistador de México, hermano del capitán Martín de Ircio, I encomendero de Tixtla. Sin sucesión.[3]
3. Alonso de Cervantes (1505, Tenerife), II encomendero de Atlapulco. Casó en México con Catalina de Zárate, III encomendera de Atlapulco. Sin sucesión.[3]
4. Ana de Cervantes (1510, Burguillos). Casó en Mëxico con Alonso de Villanueva, conquistador de México, pacificador de los Yopelcingos y El Mixtón, regidor y alférez real de la Ciudad de México. Su hijo Alonso de Villanueva y Cervantes fundó el mayorazgo de Villanueva en 1592.[13]
5. Beatriz de Andrada y Cervantes (1513, Burguillos), fundadora del mayorazgo de la Llave. Casó en primeras nupcias con el capitán Juan de Jaramillo, conquistador y alcalde ordinario de México, I encomendero de Xilotepec (una vez viudo de La Malinche),[14] y en segundas con Francisco de Velasco y Sarmiento, caballero de la Orden de Santiago (medio-hermano del virrey Luis de Velasco).[15] Sin sucesión.
6. Catalina de Lara (1516, Sevilla). Casó en Michoacán con Juan de Villaseñor y Orozco, fundador de la ciudad de Valladolid, hijo de Diego de Villaseñor y Tovar, alcaide de la fortaleza-convento de Vélez, y Guiomar de Orozco y Sandoval. Fueron progenitores de la Casa de Villaseñor en México.[16]
7. Luisa de Lara y Andrada (1519, Burguillos). Casó con su primo Juan de Cervantes Casaus, factor de la Real Hacienda de la Nueva España, hijo de Gonzalo de Cervantes Saavedra, corregidor de Jerez de la Frontera, y de Francisca de Casaus. Fueron progenitores de la Casa de Cervantes en México.[3]

## Ancestros
|  |                                                                    |  |  |  |  |  |  |  |  |  |  |  |  |  |  |  |
|  | 16. Rodrigo de Cervantes Bocanegra el Sordo                        |  |  |  |  |  |  |  |  |  |  |  |  |  |  |  |
|  |                                                                    |  |  |  |  |  |  |  |  |  |  |  |  |  |  |  |
|  |                                                                    |  |  |  |  |  |  |  |  |  |  |  |  |  |  |  |
|  | 8. Juan de Cervantes, veinticuatro de Sevilla                      |  |  |  |  |  |  |  |  |  |  |  |  |  |  |  |
|  |                                                                    |  |  |  |  |  |  |  |  |  |  |  |  |  |  |  |
|  |                                                                    |  |  |  |  |  |  |  |  |  |  |  |  |  |  |  |
|  | 17. María Gutiérrez Tello                                          |  |  |  |  |  |  |  |  |  |  |  |  |  |  |  |
|  |                                                                    |  |  |  |  |  |  |  |  |  |  |  |  |  |  |  |
|  |                                                                    |  |  |  |  |  |  |  |  |  |  |  |  |  |  |  |
|  | 4. Diego de Cervantes, comendador de la Orden de Santiago          |  |  |  |  |  |  |  |  |  |  |  |  |  |  |  |
|  |                                                                    |  |  |  |  |  |  |  |  |  |  |  |  |  |  |  |
|  |                                                                    |  |  |  |  |  |  |  |  |  |  |  |  |  |  |  |
|  | 18. Alfonso Álvarez de Toledo, caballero de la Orden de la Banda   |  |  |  |  |  |  |  |  |  |  |  |  |  |  |  |
|  |                                                                    |  |  |  |  |  |  |  |  |  |  |  |  |  |  |  |
|  |                                                                    |  |  |  |  |  |  |  |  |  |  |  |  |  |  |  |
|  | 9. Aldonza Álvarez de Toledo                                       |  |  |  |  |  |  |  |  |  |  |  |  |  |  |  |
|  |                                                                    |  |  |  |  |  |  |  |  |  |  |  |  |  |  |  |
|  |                                                                    |  |  |  |  |  |  |  |  |  |  |  |  |  |  |  |
|  | 19. Catalina Núñez de Toledo                                       |  |  |  |  |  |  |  |  |  |  |  |  |  |  |  |
|  |                                                                    |  |  |  |  |  |  |  |  |  |  |  |  |  |  |  |
|  |                                                                    |  |  |  |  |  |  |  |  |  |  |  |  |  |  |  |
|  | 2. Diego de Cervantes, caballero de la Orden de Santiago           |  |  |  |  |  |  |  |  |  |  |  |  |  |  |  |
|  |                                                                    |  |  |  |  |  |  |  |  |  |  |  |  |  |  |  |
|  |                                                                    |  |  |  |  |  |  |  |  |  |  |  |  |  |  |  |
|  | 20. Fernán Arias de Saavedra, señor de El Viso                     |  |  |  |  |  |  |  |  |  |  |  |  |  |  |  |
|  |                                                                    |  |  |  |  |  |  |  |  |  |  |  |  |  |  |  |
|  |                                                                    |  |  |  |  |  |  |  |  |  |  |  |  |  |  |  |
|  | 10. Juan Arias de Saavedra el Famoso, señor de Castellar y El Viso |  |  |  |  |  |  |  |  |  |  |  |  |  |  |  |
|  |                                                                    |  |  |  |  |  |  |  |  |  |  |  |  |  |  |  |
|  |                                                                    |  |  |  |  |  |  |  |  |  |  |  |  |  |  |  |
|  | 21. Leonor Martel de Peraza                                        |  |  |  |  |  |  |  |  |  |  |  |  |  |  |  |
|  |                                                                    |  |  |  |  |  |  |  |  |  |  |  |  |  |  |  |
|  |                                                                    |  |  |  |  |  |  |  |  |  |  |  |  |  |  |  |
|  | 5. Juana Arias de Avellaneda                                       |  |  |  |  |  |  |  |  |  |  |  |  |  |  |  |
|  |                                                                    |  |  |  |  |  |  |  |  |  |  |  |  |  |  |  |
|  |                                                                    |  |  |  |  |  |  |  |  |  |  |  |  |  |  |  |
|  | 22. Juan Álvarez de Avellaneda, señor de Castrillo                 |  |  |  |  |  |  |  |  |  |  |  |  |  |  |  |
|  |                                                                    |  |  |  |  |  |  |  |  |  |  |  |  |  |  |  |
|  |                                                                    |  |  |  |  |  |  |  |  |  |  |  |  |  |  |  |
|  | 11. Juana de Avellaneda                                            |  |  |  |  |  |  |  |  |  |  |  |  |  |  |  |
|  |                                                                    |  |  |  |  |  |  |  |  |  |  |  |  |  |  |  |
|  |                                                                    |  |  |  |  |  |  |  |  |  |  |  |  |  |  |  |
|  | 23. Constanza Fajardo y Quesada                                    |  |  |  |  |  |  |  |  |  |  |  |  |  |  |  |
|  |                                                                    |  |  |  |  |  |  |  |  |  |  |  |  |  |  |  |
|  |                                                                    |  |  |  |  |  |  |  |  |  |  |  |  |  |  |  |
|  | 1. Leonel de Cervantes                                             |  |  |  |  |  |  |  |  |  |  |  |  |  |  |  |
|  |                                                                    |  |  |  |  |  |  |  |  |  |  |  |  |  |  |  |
|  |                                                                    |  |  |  |  |  |  |  |  |  |  |  |  |  |  |  |
|  | 3. Guiomar Tello                                                   |  |  |  |  |  |  |  |  |  |  |  |  |  |  |  |
|  |                                                                    |  |  |  |  |  |  |  |  |  |  |  |  |  |  |  |
|  |                                                                    |  |  |  |  |  |  |  |  |  |  |  |  |  |  |  |